# Jan Karel Verbrugge

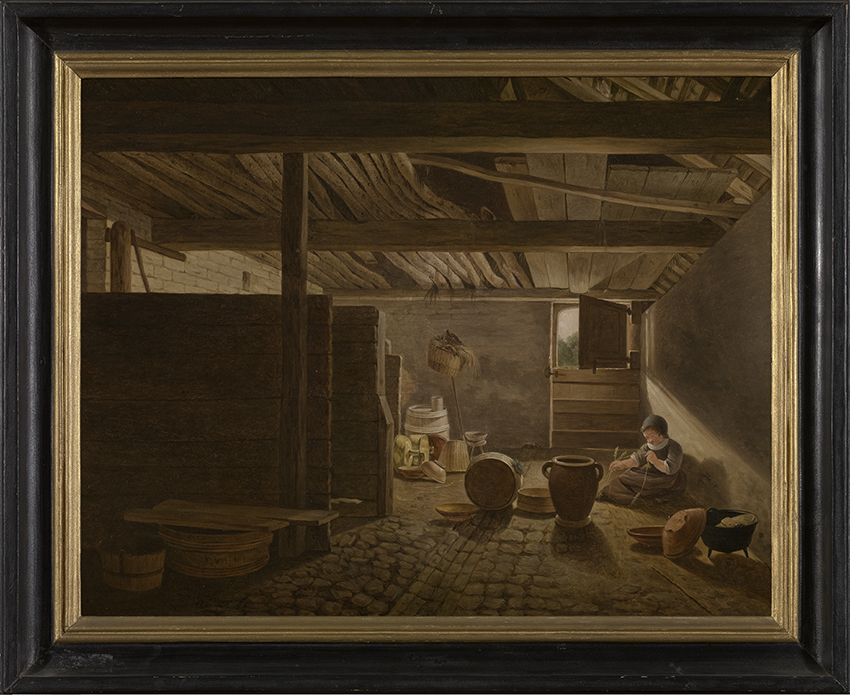
De stal, olieverfschildering, 1790 (Groeningemuseum)

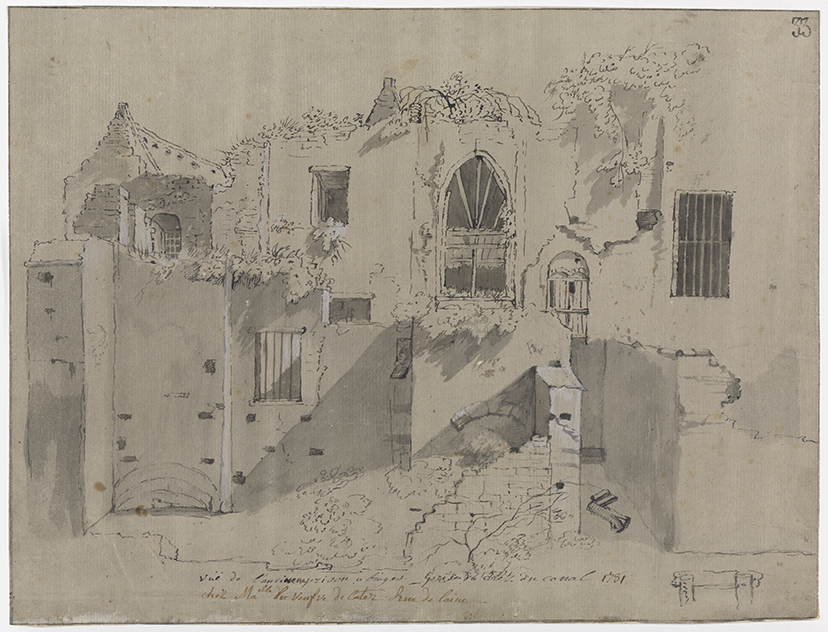
De puinen van het Steen in Brugge, tekening, 1781 (Groeningemuseum)

Jan Karel Verbrugge (Brugge,  25 augustus 1756 - 4 juni 1831) was een Brugs schilder en tekenaar.

## Levensloop
Verbrugge leerde het teken- en schildersvak in de Kunstacademie van Brugge bij Jan Garemijn en privé bij Jean-François Legillon. Hij verbleef een tijdlang in Antwerpen en Brussel.
In 1800 vestigde hij zich definitief in Brugge en richtte er een privéschool voor tekenen en schilderen op, die hij drie jaar later alweer sloot.
Verbrugge had een aanzienlijke productie van Brugse stadsgezichten, landelijke taferelen en oudheidkundige voorwerpen. Vooral deze laatste kregen gaandeweg zijn voorkeur, onder impuls van de verzamelaar Joseph van Huerne voor wie hij vele voorwerpen uit diens omvangrijke collectie op papier zette. Hij schilderde voor hem ook veel aquarellen van rariteiten, dieren en oosterse motieven. Hij trok er ook op uit om, in dienst van Van Huerne, archeologische vondsten of oudheden in het bezit van verzamelaars te gaan natekenen. 
In navolging van zijn opdrachtgever begon Verbrugge aan een eigen collectie van oudheden. Hij hield er een genummerde catalogus van bij. Hij hield ook een kroniek bij van kleine en grotere gebeurtenissen.

## Publicatie
- Ghedenkweerdige aentekeningen (1777-1825), uitg. Albert SCHOUTEET, Brugge, 1958